# Q Entertainment
Q Entertainment — частная компания, занимающиеся разработкой компьютерных игр, основанная 10 октября 2003 года Тэцуей Мидзугути, бывшим работником Sega, и Судзи Уцуми, бывшим работником Sony Computer Entertainment America, Sega Enterprise и Disney Азия.
Студия наиболее известна как разработчик серии экшен-головоломок Lumines, выпущенной в 2004—2005 годах на PlayStation Portable. Q Entertainment также разрабатывала экшен-головоломку Meteos для Nintendo DS и экшен Ninety-Nine Nights для Xbox 360.

## Выпущенные игры
- Lumines — (2004) (PlayStation Portable)
- Meteos — (2005) (Nintendo DS)
- Every Extend Extra — (2006) (PlayStation Portable)
- Lumines Live! — (2006) (Xbox Live Arcade)
- Lumines II — (2006) (PlayStation Portable)
- Every Extend Extra Extreme — (2007) (Xbox Live Arcade)
- Meteos Wars — (2008) (Xbox Live Arcade)
- Lumines Supernova — (2008) (PlayStation 3)
- Q?pid -FINGER PUZZLE- — (2009) (Apple iOS)
- Lumines Touch Fusion — (2009) (Apple iOS)
- Child of Eden (2011) (Xbox 360, PlayStation 3)[1]
- Lumines Electronic Symphony (2012) (PlayStation Vita)
- Guardian Hearts Online (2012) (PlayStation Vita)

## Совместно разработанные и выпущенные
- Ninety-Nine Nights (N3) — (2006) (Xbox 360) совместно с Phantagram
- Lumines Mobile — (2006) (Mobile Phone)
- Meteos Mobile — (2006) (Mobile Phone)
- Battle Stadium D.O.N — (2006) (Nintendo GameCube, PlayStation 2), совместно с Takara Tomy и Eighting Co., Ltd.
- Gunpey DS — (2006) (Nintendo DS), совместно с Koto Laboratory
- Gunpey — (2006) (PlayStation Portable), совместно с Koto Laboratory
- Lumines Plus — (2007) (PlayStation 2)
- Meteos: Disney Edition — (2007) (Nintendo DS)
- Lumines — (2007) (PC)
- Rez HD — (2008) (Xbox Live Arcade)
- Meteos Online — (2007) (PC)
- Angels Online — (2007) (PC, PlayStation 3)
- Peggle — (2009) (Nintendo DS)
- Ninety-Nine Nights II (2010) (Xbox 360), совместно с feelplus
- Destiny of Spirits (2013) (Playstation Vita), совместно с SCE Japan Studio

## Игры в разработке
- Angel Senki — (TBA) (PC, PlayStation 3)[2] разработанной UserJoy Technology